# Bosc Comunal d'Aiguatèbia i Talau
El Bosc Comunal d'Aiguatèbia i Talau (en francès, oficialment, Forêt Communale d'Ayguatébia-Talau) és un bosc del terme comunal d'Aiguatèbia i Talau, a la comarca del Conflent, de la Catalunya del Nord.
Està situat al sud-oest del terme d'Aiguatèbia i Talau, al nord-oest de la Serra i del Puig de Clavera. Està dividit en sis sectors, dos d'ells molt petits, repartits per tot el terme comunal.
El bosc està sotmès a una explotació gestionada per l'Office National des Forêts (ONF), malgrat que la propietat del bosc és comunal. Té el codi identificador de l'ONF F16299W.